# Egon Jönsson
Egon Jönsson (Malmö, 8 ottobre 1921 – Malmö, 19 marzo 2000) è stato un calciatore svedese, di ruolo centrocampista.

## Palmarès

### Club
- Campionato svedese: 3

Malmö FF: 1943-1944, 1948-1949, 1949-1950
- Coppa di Svezia: 3

Malmö FF: 1944, 1946, 1947

### Nazionale
- Oro olimpico: 1

Londra 1948
- Bronzo olimpico: 1

Helsinki 1952